# Браун, Раймонд
Раймонд Эдвард Браун (англ. Raymond Edward Brown; 22.05.1928, Нью-Йорк — 08.08.1998, Калифорния) — американский католический библеист.
Стал одним из первых католических учёных США, использовавших историко-критический метод исследования Библии.
Получил степени бакалавра и магистра и две докторские степени — по теологии и семитским языкам. Последнюю получил в 1958 году в Университете Джонса Хопкинса, где учился в том числе у Уильяма Олбрайта. В 1953 году был рукоположен в священнический сан.
В 1959—1971 годах преподавал в семинарии в Балтиморе.
В 1971—1990 годах преподавал в Нью-Йоркской объединённой теологической семинарии при Колумбийском университете, затем эмерит-профессор. В 1967 году был там приглашённым профессором.
В 1972—1978 годах и с 1996 года до конца жизни был членом Папской библейской комиссии в Ватикане.
Умер от сердечного приступа.
Член-корреспондент Британской академии (1994).
Был удостоен более 20 почётных докторских степеней.
Автор около 40 книг, многие из которых посвящены Новому Завету.